# NanoBio
NanoBio est un pôle régional d'innovation en micro et nanotechnologies appliqué aux sciences du vivant. Composante du projet GIANT (Grenoble Innovation for Advanced New Technologies), NanoBio a été initié en 2001 par le CEA Grenoble et l’université Joseph-Fourier en lien avec le centre hospitalier universitaire Grenoble-Alpes, dans le but de mettre au point de nouveaux outils miniaturisés permettant d'améliorer l’analyse, le diagnostic et la thérapie de maladies.

## Recherche
Cette recherche à but thérapeutique s'intensifie autour de la construction de nano objets réalisés par assemblage d’atomes ou de molécules, qui permettront de s'interfacer avec des cellules ou des biomolécules, mais aussi de pouvoir détecter la présence d'une molécule dans un minuscule échantillon.
Les acteurs du pôle NanoBio regroupant 300 chercheurs installés sur trois sites de l'agglomération grenobloise, le polygone scientifique, le domaine universitaire à Saint-Martin d'Hères et le campus santé à La Tronche.
Cette recherche a abouti par l'annonce en novembre 2012 d'une opération chirurgicale d’implantation d’électrodes de stimulation cérébrale profonde par guidage en Imagerie par résonance magnétique intra-opératoire chez deux patients parkinsoniens. Pour la première fois en Europe, une équipe neurochirurgicale opère un patient souffrant de la maladie de Parkinson, en se guidant directement à partir des images IRM acquises alors que le patient est endormi dans l’appareil IRM.

## Accès
Le site NanoBio du polygone scientifique est desservi par la ligne de bus C5. Celui du CHU est desservi par la Ligne B du tramway de Grenoble et la ligne de bus 13. Enfin, le site du campus de Saint-Martin-d'Hères est desservi par les lignes C5, 54, T88, T89 et T81.